# 弗里德里希·帕邢

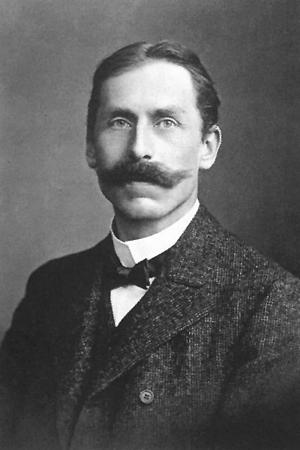
弗里德里希·帕邢

路易斯·卡尔·海因里希·弗里德里希·帕邢（1865年1月22日—1947年2月25日），德国物理学家，1889年建立帕邢定律，1908年发现了氢原子光谱的帕邢系。

## 生平
1865年1月22日帕邢生于梅克倫堡-什未林大公國首府什未林。自1884年至1888年，他在柏林大学和斯特拉斯堡大学学习，在那之后成为明斯特大学的一名助教。1893年，他成为汉诺威大学的一名教授，又在1901年成为蒂宾根大学的一名物理学教授。在1924年至1933年任Physikalisch-Technische Bundesanstalt的主席并在1925年成为柏林大学的荣誉教授。他一直在那儿进行教学工作直到1947年逝于波茨坦。

## 参阅
- 帕邢系
- 帕邢-巴克效应
- 帕邢定律